# 范逸臣
范 逸臣（ファン・イーチェン、ヴァン・ファン、1978年11月3日 - ）は台湾出身（アミ族）の歌手、作曲家、俳優。
台湾映画の記録を塗り替えたヒット映画『海角七号 君想う、国境の南』の主演で知られるほか、大陸でも数々の映画に出演する。また、出演する映画やドラマの主題歌や挿入歌を自ら手がけることも多い。
また、ギタリストの黄冠龍（阿龍Alex）とのロックユニット、酷愛楽団（酷愛樂團、CRAZE BAND）のボーカルも務める。

## 来歴
幼少期に兄の進学により台中に引っ越す。国立台中科技大学に進学し、この頃友人らとバンドを結成して市内のパブなどで音楽活動を開始する。やがて、プロデューサーの李子先に見出され、2002年、ファーストアルバム『范逸臣（Van）』によりデビューする。
ファーストアルバムに収録の『I Believe』が韓国映画『猟奇的な彼女』台湾版の主題歌としてヒットし、『Piano』（サザンオールスターズの『旅姿六人衆』のカバー）など、ドラマ・映画の主題歌でヒットを重ねる。これにより「バラードの王子」（「情歌王子」）のイメージが定着する。
しかしその後、スキャンダルなどの影響で徐々に人気が低迷する。2005年にはドラマ『悪男宅急電』にロック色の強い主題歌を提供するとともにドラマにもゲスト出演し、徐々にイメージを転換していく。2006年に発表のアルバム『不說出的溫柔』では自作曲の割合を増やすとともに、ジャケット写真ではこれまでの長髪からミディアムヘアへとイメージチェンジをした。
2008年、映画『海角七号 君想う、国境の南』で、台北でミュージシャンになる夢に破れ、生家のある恒春で生活を始める主役の青年阿嘉（アガ）を演じる。さらに髪を短くし、オープニング曲および劇中歌を自作し提供した。この映画は台湾映画の興行記録を塗り替える大ヒットとなり、俳優としての評価を高めるとともに、ミュージシャンとしても再評価される結果になった。同年、台北アリーナでの単独公演を成功させる。
2009年にはギタリストの黄冠龍（阿龍Alex）とのロックユニット、酷愛楽団（酷愛樂團、CRAZE BAND）の活動も開始し、翌年アルバムをリリースした。映画のヒット以降台湾以外に中国でも人気が高まり、数々の映画に出演している。

## 作品

### CD
- 《范逸臣》2002年8月31日
- 《信仰愛情》2003年4月29日
- 《愛情程式》2004年11月19日
- 《不說出的溫柔》2006年5月5日
- 《無樂不作》（ベストアルバム）2008年7月25日
- 《搖滾吧，情歌！》2013年8月9日

酷愛樂團として
- 《初生之犢》2010年4月6日

参加作品（太字はオリジナルアルバムには未収録）
- 《テレビドラマ『戀香』オリジナルサウンドトラック》2003年『等到天晴離開你』
- 《テレビドラマ『地下鐵』オリジナルサウンドトラック》2003年『用心聽』
- 《蘇芮20年特別選》2003年『請跟我來』(蘇芮、范逸臣)
- 《雨生歡禧城》（張雨生追悼アルバム）2003年『愛過了頭』『’O Sole Mio』（范逸臣、林子良、卜學亮、施易男 ）『有一道彩虹』（張清芳、范逸臣、張小燕、黃磊、殷悅、Melody、林子良、路嘉怡、黃子佼、曾寶儀、施易男、卜學亮）
- 《テレビドラマ『紫藤戀』オリジナルサウンドトラック》2004年『誤會』
- 《テレビドラマ『天一生水』オリジナルサウンドトラック》2004年『藏爱』
- 《テレビドラマ『悪男宅急電』オリジナルサウンドトラック》2005年『惡男宅急電』『再説』『祝福』『愛過了頭』
- 《テレビドラマ『夜半歌聲』オリジナルサウンドトラック》2006年『回不到昨天』『相愛』（同恩、范逸臣）『殉情』
- 《テレビドラマ『寶島少女成功記』オリジナルサウンドトラック》2006年『一直』
- 《テレビドラマ『星蘋果樂園』オリジナルサウンドトラック》2007年『不說出的温柔』『Walk Away』『最最愛』『走開』
- 《テレビドラマ『又見一簾幽夢』オリジナルサウンドトラック》2007年『錯』『相遇的魔咒 - 奔放版』
- 《映画『海角七号 君想う、国境の南』オリジナルサウンドトラック》2008年『Don't Wanna』『無樂不作』『國境之南』『情書』『野玫瑰』
- 《テレビドラマ『福氣又安康』オリジナルサウンドトラック》2009年『離開悲傷』『革命』
- 《如果愛忘了》（戚薇）2011年『黑白之間』（戚薇、范逸臣）
- 《テレビドラマ『K歌·情人·夢』オリジナルサウンドトラック》2013年『我是誰』『我的愛』（范逸臣、許慧欣）『Rock for Love』
- 《映画『KANO 1931海の向こうの甲子園』オリジナルサウンドトラック》2014年『勇者的浪漫』（中孝介、Rake、舒米恩、羅美玲、范逸臣）

### 映画
- 海角七号 君想う、国境の南（2008年／台湾）－主演、主題歌・劇中歌も担当
- 愛到底（2009年／台湾・香港オムニバス）－主演
- 混混天団（2010年／台湾）－主題歌も担当
- 天堂之吻（2011年／台湾）－主演
- 夜店詭談（2012年／中国）－主演
- 稍安勿躁 (2012年／中国）
- 暴走吧、女人（2013年／中国）
- 三月情流感 (2013年／中国）
- 粉紅女郎·愛人快跑（2013年／中国）
- 分手達人（2014年／中国）
- 與賊同屋（2014年／中国）
- 還魂之迷失曼谷（2014年／中国）
- 我是奮青（2015年／中国）
- 叱咤風雲（2021年／台湾）李一飛

### テレビドラマ
- 悪男宅急電 （2005年／台湾）－主題歌も担当
- 宝島少女成功記（2006年／台湾）－主題歌も担当
- 無懈可擊之高手如林（2011年／中国）－主題歌も担当
- K歌·情人·夢（2013年／台湾）－主題歌も担当
- 愛閃亮（2013年／中国）